# Patrick Procktor
Patrick Procktor, né le 12 mars 1936 à Dublin et mort le 23 août 2003 à Londres, est un peintre, graveur et illustrateur britannique.

## Biographie
Patrick Procktor naît le 12 mars 1936 à Dublin, puis sa famille s'établit à Londres en 1940. Après avoir servi dans la Royal Navy, où il apprend le russe, il entre en 1958 à la Slade School of Fine Art.
Il obtient son diplôme en 1962 et commence à voyager en Grèce et en Italie. C'est à cette  époque qu'il devient un ami proche de David Hockney.
Il expose pour la première fois à la Redfern Gallery (en) en 1963.
Il est élu à la Royal Academy en 1996.
Patrick Procktor meurt le 23 août 2003 à Londres.

## Œuvre
Dans son œuvre, Patrick Procktor combine réalisme et imagination. Ses premières peintures sont figuratives et très colorées.
Par la suite il se concentre sur les paysages et les paysages urbains, et sur l'utilisation des effets de peinture de plus en plus translucides se dirigeant alors vers l'aquarelle.

## Collections publiques
- New York :
  - Metropolitan Museum of Art ;
  - Museum of Modern Art.